# Цецилия Метела Балеарика Младша
Цецилия Метела Балеарика Младша (на латински: Caecilia Metella Balearica Minor; † 89 пр.н.е.) е римска аристократка.

## Биография
Произлиза от род Цецилии клон Цецилии Метели. Тя е втората дъщеря на Квинт Цецилий Метел Балеарик (консул 123 пр.н.е.) По-възрастната ѝ сестра Цецилия Метела Балеарика е весталка.
Белеарика е омъжена за Апий Клавдий Пулхер политик от стара патрицианска фамилия в упадък. Белеарика е една от най-уважаваните матрони в Рим, като тя и съпругът и принадлежали към семейства с високо обществено положение. Тя имала репутация на добродетелна и благоприлична жена и безупречна майка на двама сина (Апий и Гай) и три дъщери (Клавдия Прима, Клавдия Секунда, Клавдия Терция – последната е известна в историята като Клодия).
Докато била бременна с шестото си дете, Белеарика имала сън с богинята Юнона, която се оплаквала от занемареността на храма си. Като всеки друг римлянин тя приела съня си много на сериозно и се заела с почистването на храма, за което ѝ помогнал и цензора Луций Юлий Цезар. Скоро след това Белеарика умира при раждането на бебето. Най-младият ѝ син вероятно е известният Публий Клодий Пулхер.